# 救生圈

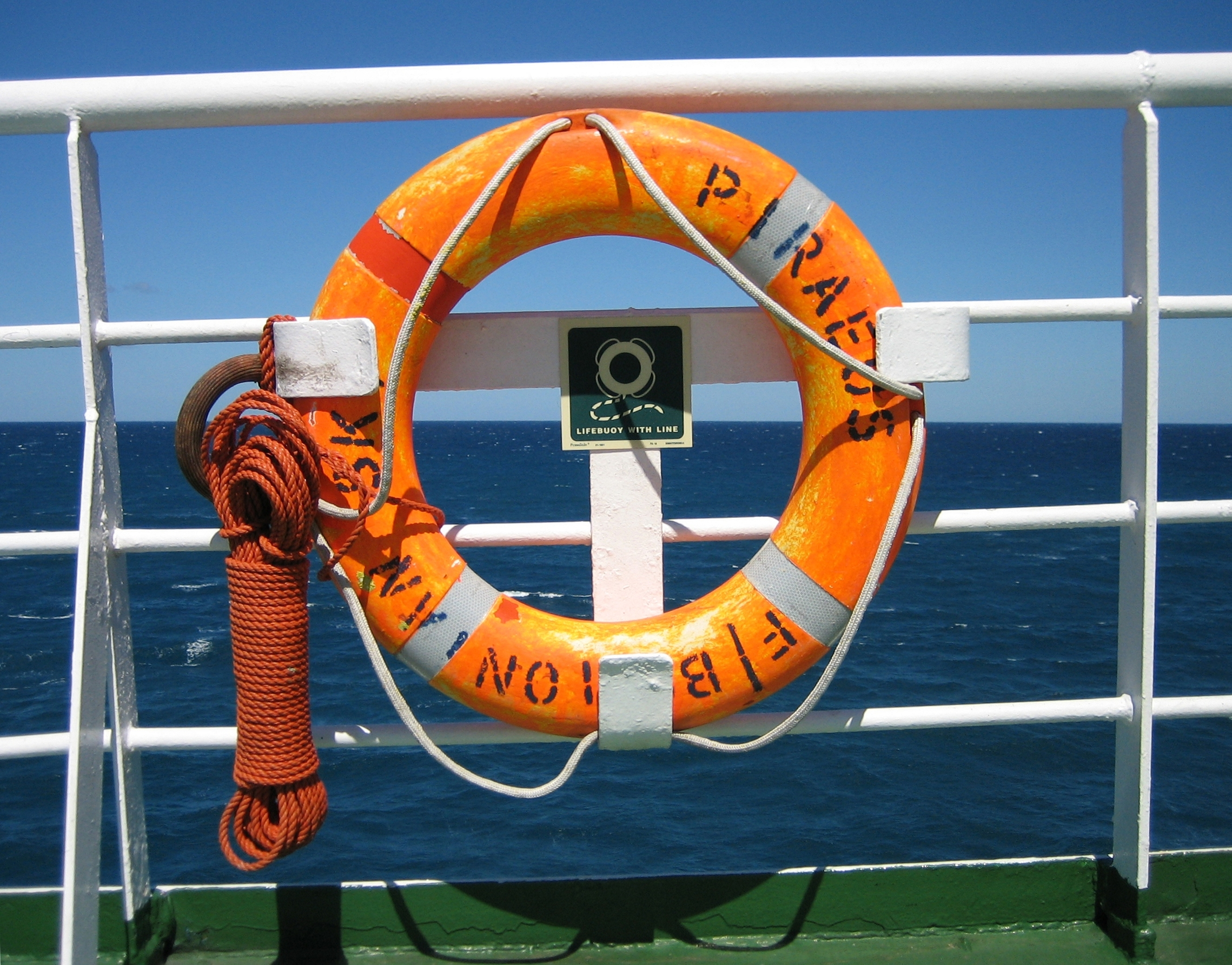
救生圈（又稱游泳圈或水浮）

救生圈，俗稱游泳圈或者是水浮，是一種浮在水面上的救生用品，為遇溺者提供浮力，避免沉入水中而溺死。其外形多為環狀，亦有作成馬蹄形，通常以浮力較大的發泡材質製作，無需充氣即可馬上使用。但这种救生圈主要运用在船舶上或是游泳池、海滩等地。在日常生活中，因携带方便的原因，则以充气救生圈使用居多。救生圈除了可以救生之外，還可以給有特別需要的病人作為坐墊，同时也因为可以为不会游泳的人员或是游泳初学者提供安全保障。
救生圈常配置在各种船舶上，或像游泳池、海滩、河流、湖泊、池塘之類的水域岸邊，及工廠中儲存液體的槽、池、塔等以防危险。而一般船舶上的救生圈可搭配一種快速释放器，以便在急用時将救生圈弹射出去。